# 김영철 (1984년)
김영철(한국 한자: 金永哲, 1984년 4월 8일 ~ )은 대한민국의 전 축구 선수이며, 포지션은 공격수였다.